# Oprema za bebe
U najvažniju opremu za bebe spadaju: dječja kolica, dječja odjeća i obuća, dječja kozmetika te ostala oprema za djecu i bebe. U potrebe djeteta možemo dodati i prostoriju za boravak odnosno dječju sobu.

## Dječja kolica
Postoje razne vrste dječjih kolica: trokolice, kišobran kolica, kolica za blizance ili dvostruka kolica, kolica sa sistemom tri u jedan, te kolica sa sistemom dva u jedan.
Kolica trokolice su najpopularnija i najmodernija kolica u današnje vrijeme. Vrlo su atraktivna svojim izgledom, te su vrlo udobna i velika. Iako su ova kolica u današnje vrijeme najpopularnija, ona su jedna od najnepraktičnijih dječjih kolica. Njihova veličina čini veliki problem mnogim roditeljima koji često putuju sa svojom djecom. Ona su poprilično teško sklopiva, zbog toga što su teška i zbog njihovih velikih kotača koji se moraju skidati tijekom sklapanja. Ova kolica nisu baš najboli izbor prilikom odabira kolica, ali kako imaju svoje loše strane, tako imaju i dobrih strana. Naime vrlo su pogodna za šetnje po neravnim terenima, poput šuma, seoskih puteva, plaža i tako dalje.
Za razliku od ovih kolica, jedna od najpraktičnijih dječjih kolica su kišobran kolica. Ona su malena, lagana, i lako se sklapaju. Ova kolica služe za djecu koja već mogu lagano sjediti, te su stoga namijenjena za djecu stariju od šest mjeseci. Ona su idealna kolica za putovanja, iz razloga što ne zauzimaju mnogo prostora u automobilu, te su lako sklopiva.
Kolica za blizance ili dvostruka kolica mogu doći u dva oblika, jedan oblik je sa sjedalima jedno pokraj drugoga, dok je drugi oblik sa sjedalima jedno iza drugoga. U svakom slučaju prvi oblik je mnogo praktičniji, iz razloga što je taj oblik kolica mnogo uži, te ne stvara probleme prilikom prolaska kroz vrata i uske prostore.
Kolica sa sistemom tri u jedan, su kolica uz čiju se kupnju dobije i autosjedalica i košara za bebu, dok se kod kolica sistema dva u jedan dobije ili autosjedalica ili košara za bebu. 

## Dječja odjeća i obuća
Prilikom kupnje dječje odjeće treba paziti na par faktora, a to su: veličina, materijal, udobnost, i praktičnost određene dječje odjeće.
Kada se kupi odjeća za dijete najprije ju je potrebno oprati i pri tome isprati dva puta, prije oblačenja. Nakon pranja treba ju i izglačati, jer se glačanjem uništavaju preostale bakterije na odjeći, koje mogu izazvati razne iritacije, svrbeže i crvenila na osjetljivoj dječjoj koži. Treba se pripaziti na materijale, da koža djeteta može disati u određenoj robici, dakle materijali ne smiju nikako biti izrađeni od sintetičkih vlakana. 
Isto tako prilikom oblačenja dječje odjeće važna je i praktičnost, koja će uvelike roditeljima olakšati oblačenje i presvlačenje njihova djeteta. Stoga su prilikom izbora odjeće malih beba najpraktičnije bodi benkice, bodiji, obične benkice, pamučne majice kratkih rukava, i tako dalje. 
Prilikom odabira dječje obuće potrebno je obratiti pozornost na udobnost i na veličinu, zbog toga što dijete brzo preraste cipele, pa se mogu odabrati malo veće. Također se treba pripaziti na materijal obuće, da djetetove nogice mogu imati zraka u istoj. Dječja obuća nikada ne smije biti preravna jer to nije zdravo za stopala. 

## Dječja kozmetika
Kozmetika za bebe treba biti blaga, dakle nikako se ne smiju koristiti agresivni šamponi i sapuni, te ostali preparati za njegu osjetljive dječje kože.
Korištenje agresivnih preparata može dovesti do velikih problema s kožom kao što su iritacija, alergija, crvenilo, svrbež idrugi problemi kad je koža u pitanju.  Dječja kozmetika ne bi smjela sadržavati parabene, već bi trebala u sebi imati prirodne sastojke, poput raznih smirujućih ulja i losiona.